# Kolköy, Posof
Kolköy là một xã thuộc huyện Posof, tỉnh Ardahan, Thổ Nhĩ Kỳ. Dân số thời điểm năm 2010 là 382 người.